# Benton Castle
Benton Castle är ett mindre slott i sydvästra Wales. Det ligger i kommunen Pembrokeshire, 10 km sydöst om Haverfordwest. Det anlades av normanderna på 1200-talet och är idag restaurerad och privatägd.